# کلودیا سولوسکی
کلودیا سولوسکی (انگلیسی: Claudia Sulewski؛ زادهٔ ۱۹ فوریهٔ ۱۹۹۶) یک هنرپیشه اهل ایالات متحده آمریکا است. در سال ۲۰۰۹، او شروع به ساختن ویدیوها در کانال یوتیوب خود در زادگاهش شیکاگو کرد، قبل از اینکه در سال ۲۰۱۴ به لس آنجلس نقل مکان کرد و در آنجا به میزبانی پرداخت. یک سال بعد، او شروع به میزبانی ویدیوها برای کانال یوتیوب تین وگ کرد و میزبان همیشگی آن شد.